# 백승민 (축구 선수)
백승민(白承民, 1986년 3월 12일 ~ )은 대한민국의 축구 선수로서 포지션은 미드필더이다.